# Parker McKenna Posey
Pour ne pas confondre avec l'actrice de Scream 3, voir Parker Posey.
Pour les articles homonymes, voir McKenna et Posey.
Parker McKenna Posey, née le 18 août 1995 à Los Angeles, est une actrice américaine. Elle est surtout connue pour avoir interprété le rôle de Kady Kyle dans la série télévisée américaine Ma famille d'abord (2001-2005).

## Biographie

### Enfance et débuts précoces
Fille de Polo Posey, Parker McKenna Posey est née à Los Angeles au Cedars Sinai Hospital le 18 août 1995. Elle tient son deuxième prénom pour  des raisons professionnelles, de manière à ne pas être confondue avec l'actrice Parker Posey.
Parker a trois demi-frères et sœurs, deux frères, Jake et Khari, et une sœur, Dilynne, ainsi qu'un frère cadet Hendrix, et vit avec sa mère à Los Angeles.
À l'âge de 2 ans, Parker est apparue dans une publicité Kodak avant de devenir mannequin pour les catalogues de Disney Catalog et la star dans des campagnes publicitaires pour Old Navy.

### Carrière
Posey est surtout connue pour son interprétation de Kady Kyle, la benjamine de la famille dans la sitcom Ma famille d'abord aux côtés de Damon Wayans, Tisha Campbell Martin, George O. Gore II, Jennifer Freeman et Noah Gray-Cabey.
Elle est apparue dans le film Alice dans tous ses états avec Alyson Stoner et Lucas Grabeel.

### Vie privée
En décembre 2020, elle devient mère d’une petite fille du nom d’Harley.

## Filmographie

### Cinéma

#### Longs métrages
- 2003 : École paternelle (Daddy Day Care) de Steve Carr : Georgia
- 2007 : Alice dans tous ses états (Alice Upside Down) de Sandy Tung : Elisabeth Price
- 2015 : Lucky Girl de Greg Carter : Trisha Meadows
- 2016 : 90 Minutes of the Fever de Michael Sean Hall : Crystal
- 2020 : Conundrum: Secrets Among Friends de Josh Webber : Shiloh
- 2022 : We Are Gathered Here Today de Paul Boyd : Keke Stone
- 2023 : The Assistant de Chris Stokes : Annie
- 2023 : Rock the Boat de Chris Stokes : Millie
- 2023 : Wake de Erik White : Bryn
- 2024 : Incision de Dale. S Lewis : Gia
- 2024 : Rock the Boat 2 de Chris Stokes : Millie
- 2024 : The Assistant 2 de Chris Stokes : Annie
- 2025 : Conundrum: Secrets Among Friends de Filipp Romà Romanychev : Shiloh
- Black Spartans de Ben Cory Jones : Anna Mae (production inachevée)
- This is Real de William A. baker : Juliette Vales

### Télévision

#### Séries télévisées
- 2001 : New York Police Blues (NYPD Blue) : Latanya (1 épisode)
- 2004 : La Vie avant tout (Strong Medicine) : Lily (1 épisode)
- 2001 - 2005 : Ma famille d'abord (My Wife and Kids) : Kady Kyle (rôle principal - 121 épisodes)
- 2009 : iCarly : Kathy (1 épisode)
- 2017 : Snowfall : Melody Wright (1 épisode)
- 2019 - 2021 : Games People Play : Laila James (rôle principal - 10 épisodes)
- 2019 - 2023 : A House Divided : Summer (30 épisodes)
- 2020 : The Ho Phase : Ananda (6 épisodes)

#### Téléfilms
- 2005 : Un amour de Noël 2 (en) (Meet the Santas) de Harvey Frost : Poppy Frost
- 2010 : Summer Camp de Lev L. Spiro : Kerry (pilote non retenu par Nickelodeon)

Clips
- 2001 : Sweet Baby de Macy Gray et Erykah Badu

## Distinctions
Sauf indication contraire ou complémentaire, les informations mentionnées dans cette section proviennent de la base de données IMDb.

### Nominations
- Young Artist Awards 2002 : meilleure performance par une jeune actrice de moins de 10 ans dans une série télévisée pour Ma famille d'abord
- Young Artist Awards 2003 : meilleure distribution pour une série télévisée dans Ma famille d'abord, nomination partagée avec Jennifer Nicole Freeman et George O. Gore II